# Unter dem Sand – Das Versprechen der Freiheit
Unter dem Sand – Das Versprechen der Freiheit (Originaltitel: Under sandet) ist ein dänisches Filmdrama von Martin Zandvliet aus dem Jahr 2015. Der Film kam in Dänemark am 3. Dezember 2015, in Deutschland am 7. April 2016 in die Kinos.

## Handlung
Im Mai 1945 ist der Zweite Weltkrieg in Europa zu Ende. An der dänischen Westküste hatte die deutsche Wehrmacht mehr als zwei Millionen Landminen im Sand vergraben, die jetzt geräumt werden müssen. Für diese lebensbedrohliche Aufgabe werden sehr junge deutsche Kriegsgefangene eingesetzt. Sie werden dazu von Hauptmann Ebbe Jensen, der die Minenräumung leitet, kurz instruiert. Zunächst üben sie an gängigen Minentypen, wie man den Zünder entfernt. Bereits dabei kommt ein Junge ums Leben.
Feldwebel Carl Rasmussen hasst die Deutschen und prügelt gleich zu Beginn auf einige wehrlose deutsche Kriegsgefangene ein. Er soll mit zehn jungen Kriegsgefangenen einen Strandabschnitt räumen, auf dem 45.000 Minen eingegraben sind. Rasmussen zeigt sich den Jungen gegenüber gnadenlos, verspricht ihnen aber, dass sie nach Hause gelassen werden, wenn sie den Strandabschnitt frei geräumt haben. Sie werden im Stall eines einsamen Bauernhofs untergebracht. Die Jungen müssen auf dem Bauch liegend den Sand mit Minensuchnadeln sondieren, bis sie auf eine Mine stoßen. Diese wird mit den Händen freigelegt und der Zünder herausgeschraubt. An den ersten Tagen erhalten sie kein Essen und dürfen keine Pausen machen. Werner wird, vermeintlich geschwächt durch den Hunger, krank, muss aber trotzdem weiter Minen räumen. Sebastian, einer der Jungen, der innerhalb der Gruppe eine Führungsrolle übernimmt, versucht den Feldwebel davon zu überzeugen, ihnen etwas zu essen zu geben. Rasmussen weigert sich. Unmittelbar danach erbricht sich Wilhelm beim Entschärfen einer Mine über diese, durch die Explosion werden ihm beide Unterarme abgerissen. Er wird ins Lazarett gebracht, wo er später stirbt. Als Ursache für Werners/Wilhelms Krankheit stellt sich mit Rattengift verseuchtes Tierfutter heraus, das nachts von einem der Jungen aus dem Stall der Bäuerin gestohlen wurde, von dem alle gegessen hatten. Auch die übrigen Jungen sind kurze Zeit später erkrankt. Die Bäuerin ist amüsiert, da die verhassten Deutschen durch ihren eigenen Fehler leiden, aber Rasmussen kümmert sich zum ersten Mal um die Jungen, indem er sie Salzwasser trinken lässt, wodurch sie sich erbrechen und so überleben. Später stiehlt Rasmussen eine Kiste mit Broten aus Beständen des dänischen Militärs, die er vor dem Stall, in dem die Jungen schlafen, zu Boden fallen lässt.
Allmählich wachsen Rasmussen die Jungen ans Herz. Eines Nachts tauchen betrunkene britische Soldaten zusammen mit Ebbe auf und erniedrigen die Jungen, indem sie u. a. auf sie urinieren. Rasmussen schreitet ein, da er jeden einzelnen von ihnen brauche. Im persönlichen Gespräch zeigt sich Ebbe abgestoßen vom Verständnis, das Rasmussen zunehmend für die Jungen empfindet. Tags darauf kommt Werner bei der Entschärfung einer Mine ums Leben, welche extra so konzipiert war, dass sie als Falle für die Kampfmittelräumtrupps dienen sollte.
Rasmussen gewährt den Jungen immer mehr Freiheiten. Er versperrt nachts nicht mehr die Tür der Unterkunft und gibt ihnen einen freien Tag, an dem sie im Meer schwimmen und mit ihm Fußball spielen dürfen. Auf dem Rückweg vom Strand wird Rasmussens Hund von einer Mine getötet, die noch im eigentlich geräumten Bereich lag. In seiner Trauer und seiner Wut drangsaliert Rasmussen einen Jungen, lässt ihn einen Ball apportieren und bellen. Die Jungen müssen unter Bewachung den gesamten geräumten Bereich ablaufen und so sicherstellen, dass keine weiteren Minen unentdeckt bleiben.
Eines Tages vermisst die Bäuerin ihre kleine Tochter und findet sie spielend mitten in einem Minenfeld. Sie alarmiert die Jungen, und die räumen einen Pfad zu dem kleinen Mädchen frei. Ernst läuft quer durch das Feld und lenkt das kleine Mädchen ab, um es vom Umherwandern im verminten Gebiet abzubringen. Als es gerettet ist, geht Ernst, der den Tod seines Zwillingsbruders Werner nicht verwinden kann, bewusst tiefer in das Minenfeld und kommt zu Tode.
Als fast alle Minen vom Strand geräumt sind und die entschärften Minen auf einen Lkw geladen werden, unterhalten sich die Jungen darüber, was sie tun werden, wenn sie wieder zu Hause sind. Plötzlich ereignet sich beim unsanften Verladen einer Mine eine gewaltige Explosion. Rasmussen läuft mit vier nicht an der Verladung beteiligten Jungen, darunter auch Sebastian, zur Unglücksstelle. Von denen, die mit der Verladung beschäftigt waren, finden sie keine Spur. Lediglich vom Lkw bleiben einige rauchende Wrackteile zurück.
Ebbe Jensen will die vier Überlebenden entgegen Rasmussens Versprechen an einem anderen Strandabschnitt einsetzen. Es kommt zu einer heftigen Auseinandersetzung zwischen Rasmussen und Jensen. Rasmussen besorgt sich einen Lkw, holt die vier an ihrer neuen Einsatzstelle ab und fährt sie in die Nähe der deutschen Grenze. Dort lässt er sie frei.

## Produktionsnotizen
Die Dreharbeiten dauerten von Juli bis August 2014. Der Film wurde an Originalschauplätzen gedreht, so z. B. auf den Stränden bei Varde. Des Weiteren wurde in Leck auf dem ehemaligen Gelände der Flugabwehrraketengruppe 25 gedreht. Während des Drehs wurde am Strand eine echte Mine entdeckt.

## Hintergrund
Der Film basiert auf wahren Begebenheiten. Da die Wehrmacht die Invasion der Alliierten fürchtete, ließ sie ein komplexes System aus Panzersperren, Wachanlagen, Bunkern und Landminen aufbauen: den Atlantikwall. Als sehr wahrscheinliches Invasionsgebiet erschien ihr dabei die Westküste Jütlands, wo mehr als zwei Millionen Landminen vergraben wurden. Diese mussten nach Kriegsende wieder geräumt werden.
Obwohl die Genfer Konvention von 1929 jede Art von Zwangsarbeit für Kriegsgefangene verbietet, erklärte das britische Militär in Abstimmung mit der dänischen Regierung einen Teil seiner deutschen Kriegsgefangenen zu Freiwilligem Personal des Feindes. Ein Teil dieses Räumkommandos waren Jungen zwischen 15 und 18 Jahren, die kurz zuvor von der Schulbank zur Wehrmacht bzw. zum Volkssturm eingezogen wurden.
Diese mussten als „Freiwillige“ die Landminen in Dänemark entschärfen. Dafür waren sie weder ausgebildet noch hatten sie entsprechendes Gerät. Vom 11. Mai bis zum 4. Oktober 1945 räumten diese Kriegsgefangenen laut militärischen Dokumenten 1.402.000 Minen. Zur Zahl der eingesetzten Personen gibt es keine genauen Angaben. Je nach Quelle waren es zwischen 2000 und 2600. 179 von ihnen verloren bei dem fünf Monate langen Einsatz ihr Leben, 165 wurden schwer verletzt, 167 leicht verletzt.

## Rezeption
Der Film erhielt insgesamt 29 Preise und 26 Nominierungen. Da Angehörige der Wehrmacht in diesem Film als Opfer gezeigt werden, wurde der Film als Tabubruch empfunden. Beim Bodil 2016 wurde der Film als bester dänischer Film sowie Roland Møller als bester Hauptdarsteller und Louis Hofmann als bester Nebendarsteller ausgezeichnet. Außerdem wurde der Film unter anderem beim Robert und beim International Film Festival Rotterdam mit dem Publikumspreis ausgezeichnet. Im selben Jahr folgten die Jurypreise des Europäischen Filmpreises 2016 in den Kategorien Kamera, Kostümbild (Stefanie Bieker) und Maskenbild (Barbara Kreuzer). Gleichzeitig wurde Unter dem Sand als Dänemarks offizieller Kandidat für einen Oscar in der Kategorie Bester fremdsprachiger Film nominiert.
Die Deutsche Film- und Medienbewertung (FBW) in Wiesbaden verlieh dem Film das Prädikat besonders wertvoll.